# Puchar Zatoki Perskiej w piłce nożnej 2023
Puchar Zatoki Perskiej w piłce nożnej 2023 to 25. edycja Pucharu Zatoki Perskiej, która odbywała się w Iraku od 6 do 19 stycznia 2023. W turnieju brało udział 8 drużyn.

## Gospodarz[1]
Turniej odbywał się w Iraku po raz pierwszy od 1979 roku.
| Miasto | Liczba stadionów |
| ------ | ---------------- |
| Basra  | 2                |

## Miasta i stadiony[1]
| Miasto | Nazwa Stadionu              | Pojemność | Zdjęcie | Mecze |
| ------ | --------------------------- | --------- | ------- | --- |
| Basra  | Basra International Stadium | 65 000    |         | Irak 0:0 Oman (faza grupowa) Jemen 0:2 Arabia Saudyjska (faza grupowa) Oman 3:2 Jemen (faza grupowa) Arabia Saudyjska 0:2 Irak (faza grupowa) Irak 5:0 Jemen (faza grupowa) Bahrajn 1:1 Kuwejt (faza grupowa) Irak 2:1 Katar (półfinał) Irak 3:2 Oman (finał)                                              |
| Basra  | Al-Minaa Olympic Stadium    | 30 000    |         | Bahrajn 2:1 Zjednoczone Emiraty Arabskie (faza grupowa) Kuwejt 0:2 Katar (faza grupowa) Zjednoczone Emiraty Arabskie 0:1 Kuwejt (faza grupowa) Katar 1:2 Bahrajn (faza grupowa) Arabia Saudyjska 1:2 Oman (faza grupowa) Katar 1:1 Zjednoczone Emiraty Arabskie (faza grupowa) Bahrajn 0:1 Oman (półfinał) |

## Sędziowie
| Konfederacja | Sędzia                    | Sędziowane mecze                                                                                   |    |   |
| ------------ | ------------------------- | -------------------------------------------------------------------------------------------------- | -- | - |
| AFC          | Abdullah Jamali           | Oman 3:2 Jemen (faza grupowa)                                                                      | 3  | 0 |
| AFC          | Adel Al Naqbi             | Arabia Saudyjska 0:2 Irak (faza grupowa) Bahrajn 0:1 Oman (półfinał)                               | 2  | 0 |
| AFC          | Ahmed Al-Kaf              | Bahrajn 2:1 Zjednoczone Emiraty Arabskie (faza grupowa)                                            | 2  | 0 |
| AFC          | Ali Sabah Adday Al-Qaysi  | Katar 1:1 Zjednoczone Emiraty Arabskie (faza grupowa)                                              | 2  | 0 |
| AFC          | Ilgiz Tantashev           | Katar 1:2 Bahrajn (faza grupowa) Irak 5:0 Jemen (faza grupowa)                                     | 2  | 0 |
| AFC          | Ma Ning                   | Kuwejt 0:2 Katar (faza grupowa) Arabia Saudyjska 1:2 Oman (faza grupowa) Irak 2:1 Katar (półfinał) | 11 | 0 |
| AFC          | Salman Ahmad Falahi       | Jemen 0:2 Arabia Saudyjska (faza grupowa)                                                          | 3  | 0 |
| AFC          | Shukri Hussain Al-Hunufsh | Zjednoczone Emiraty Arabskie 0:1 Kuwejt (faza grupowa)                                             | 4  | 0 |
| UEFA         | István Kovács             | Irak 0:0 Oman (faza grupowa) Bahrajn 1:1 Kuwejt (faza grupowa) Irak 3:2 Oman (finał)               | 19 | 1 |

## Uczestnicy
| Drużyna                      | Strefa | Ostatni występ | Najlepszy Wynik                                                          | Wynik        |
| ---------------------------- | ------ | -------------- | ------------------------------------------------------------------------ | ------------ |
| Arabia Saudyjska             | AFC    | 2019           | Mistrzostwo (1994, 2002, 2003/04)                                        | Faza grupowa |
| Bahrajn                      | AFC    | 2019           | Mistrzostwo (2019)                                                       | Półfinał     |
| Irak                         | AFC    | 2019           | Mistrzostwo (1979, 1984, 1988)                                           | Mistrz       |
| Jemen                        | AFC    | 2019           | Faza grupowa                                                             | Faza grupowa |
| Katar                        | AFC    | 2019           | Mistrzostwo (1992, 2004, 2014)                                           | Półfinał     |
| Kuwejt                       | AFC    | 2019           | Mistrzostwo (1970, 1972, 1974, 1976, 1982, 1986, 1990, 1996, 1998, 2010) | Faza grupowa |
| Oman                         | AFC    | 2019           | Mistrzostwo (2009, 2017/18)                                              | 2 miejsce    |
| Zjednoczone Emiraty Arabskie | AFC    | 2019           | Mistrzostwo (2007, 2013)                                                 | Faza grupowa |

## Faza grupowa
O końcowej kolejności drużyn w każdej grupie decydowała:
1. Liczba punktów uzyskana przez drużyny we wszystkich meczach grupowych;
2. Bilans bramek uzyskany we wszystkich meczach grupowych;
3. Liczba goli strzelonych przez drużyny we wszystkich meczach grupowych;
4. Liczba punktów uzyskana w meczach między zainteresowanymi drużynami (dla których wcześniejsze kryteria są identyczne);
5. Bilans bramek uzyskany w meczach między zainteresowanymi drużynami;
6. Liczba goli strzelonych w meczach między zainteresowanymi drużynami;
7. Punkty fair play we wszystkich meczach grupowych (tylko jedna z poniższych pozycji może być zastosowana do jednego gracza w jednym meczu):
  - Żółta kartka: –1 punkt,
  - Dwie żółte kartki: –3 punkty,
  - Czerwona kartka: –4 punkty,
  - Żółta i czerwona kartka: –5 punktów;
8. Losowanie.

Legenda do tabelek:
- Pkt – liczba punktów
- M – liczba meczów
- W – wygrane
- R – remisy
- P – porażki
- Br+ – bramki zdobyte
- Br− – bramki stracone
- +/− – bilans bramek
- FP – punkty fairplay

| kwalifikacja do półfinału |
| odpadnięcie z turnieju    |

Dwie pierwsze drużyny z każdej grupy awansują do dalszych gier.

### Grupa A
| Zespół           | Pkt | M | W | R | P | Br+ | Br− | +/− |
| ---------------- | --- | - | - | - | - | --- | --- | --- |
| Irak             | 7   | 3 | 2 | 1 | 0 | 7   | 0   | +7  |
| Oman             | 7   | 3 | 2 | 1 | 0 | 5   | 3   | +2  |
| Arabia Saudyjska | 3   | 3 | 1 | 0 | 2 | 3   | 4   | -1  |
| Jemen            | 0   | 3 | 0 | 0 | 3 | 2   | 10  | -8  |

| Mecz 1 6 stycznia 2023 17:00 CET | Irak | 0:0 | Oman | Basra International Stadium, Basra Widzów: 65 000 Sędzia: István Kovács |
|                                  |      |     |      |                                                                         |

| Mecz 2 6 stycznia 2023 19:45 CET | Jemen | 0:2(0:2) | Arabia Saudyjska · 18' Sumaihan Al-Nabet · 34' (k) Musab Al-Juwayr · | Basra International Stadium, Basra Sędzia: Salman Ahmad Falahi |
|                                  |       |          |                                                                      |                                                                |

| Mecz 5 9 stycznia 2023 14:15 CET | Oman · Ali Fadel Abbas 2' (sam) · Arshad Al-Alawi 37' · Issam Al-Subhi 47' | 3:2(2:2) | Jemen · 12' (k) Abdulwasea Al Matari · 30' Omar Al Dahi | Basra International Stadium, Basra Sędzia: Abdullah Jamali |
|                                  |                                                                            |          |                                                         |                                                            |

| Mecz 6 9 stycznia 2023 17:15 CET | Arabia Saudyjska | 0:2(0:1) | Irak · 30' Ibrahim Bayesh · 89' Aso Rostomm · | Basra International Stadium, Basra Sędzia: Adel Al Naqbi |
|                                  |                  |          |                                               |                                                          |

| Mecz 9 12 stycznia 2023 16:00 CET | Irak · Mustafa Nadhim 40' · Amjed Attwan 64' · Aymen Hussein 74', 75' (k) · Hussein Ali 88' · | 5:0(1:0) | Jemen | Basra International Stadium, Basra Sędzia: Ilgiz Tantashev |
|                                   |                                                                                               |          |       |                                                            |

| Mecz 10 12 stycznia 2023 16:00 CET | Arabia Saudyjska · Turki Al-Ammar 41' · | 1:2(1:1) | Oman · 34' Arshad Al-Alawi · 84' Harib Al-Saadi · | Al-Minaa Olympic Stadium, Basra Sędzia: Ma Ning |
|                                    |                                         |          |                                                   |                                                 |

### Grupa B
| Zespół                       | Pkt | M | W | R | P | Br+ | Br− | +/− |
| ---------------------------- | --- | - | - | - | - | --- | --- | --- |
| Bahrajn                      | 7   | 3 | 2 | 1 | 0 | 5   | 3   | +2  |
| Katar                        | 4   | 3 | 1 | 1 | 1 | 4   | 3   | +1  |
| Kuwejt                       | 4   | 3 | 1 | 1 | 1 | 2   | 3   | -1  |
| Zjednoczone Emiraty Arabskie | 1   | 3 | 0 | 1 | 2 | 2   | 4   | -2  |

| Mecz 3 7 stycznia 2023 14:15 CET | Bahrajn · Kamil Al Aswad 60' · Jasim Ahmed Al Shaikh 77' · | 2:1(0:0) | Zjednoczone Emiraty Arabskie · 90+2' Sebastian Tagliabue · | Al-Minaa Olympic Stadium, Basra Sędzia: Ahmed Al-Kaf |
|                                  |                                                            |          |                                                            |                                                      |

| Mecz 4 7 stycznia 2023 17:15 CET | Kuwejt | 0:2(0:2) | Katar · 21' Amro Abdelfatah Surag · 37' (k) Ahmed Alaaeldin · | Al-Minaa Olympic Stadium, Basra Widzów: 30 000 Sędzia: Ma Ning |
|                                  |        |          |                                                               |                                                                |

| Mecz 7 10 stycznia 2023 14:15 CET | Zjednoczone Emiraty Arabskie | 0:1(0:0) | Kuwejt · 90+3' Ahmad Al-Dhefiri · | Al-Minaa Olympic Stadium, Basra Sędzia: Shukri Hussain Al-Hunufsh |
|                                   |                              |          |                                   |                                                                   |

| Mecz 8 10 stycznia 2023 17:15 CET | Katar · Ahmed Alaaeldin 34' · | 1:2(1:0) | Bahrajn · 72' (sam) Mohammed Waad · 89' (k) Abdulla Yusuf Helal · | Al-Minaa Olympic Stadium, Basra Sędzia: Ilgiz Tantashev |
|                                   |                               |          |                                                                   |                                                         |

| Mecz 11 13 stycznia 2023 16:00 CET | Bahrajn · Mahdi Al-Humaidan 26' · | 1:1(1:1) | Kuwejt · 45+1' Shabib Al-Khaldi · | Basra International Stadium, Basra Sędzia: István Kovács |
|                                    |                                   |          |                                   |                                                          |

| Mecz 12 13 stycznia 2023 16:00 CET | Katar · Tameem Al-Abdullah 88' · | 1:1(0:0) | Zjednoczone Emiraty Arabskie · 77' Fabio Lima · | Al-Minaa Olympic Stadium, Basra Sędzia: Ali Sabah Adday Al-Qaysi |
|                                    |                                  |          |                                                 |                                                                  |

## Faza pucharowa

### Półfinały
| Mecz 13 16 stycznia 2023 14:15 CET | Irak · Ibrahim Bayesh 19' · Aymen Hussein 43' · | 2:1(2:1) | Katar · 28' Amro Abdelfatah Surag · | Basra International Stadium, Basra Sędzia: Ma Ning |
|                                    |                                                 |          |                                     |                                                    |

| Mecz 14 16 stycznia 2023 18:15 CET | Bahrajn | 0:1(0:0) | Oman · 83' Jameel Al Yahmadi · | Al-Minaa Olympic Stadium, Basra Sędzia: Adel Al Naqbi |
|                                    |         |          |                                |                                                       |

### Finał
| Mecz 15 19 stycznia 2023 17:00 CET | Irak · 24' Ibrahim Bayesh · 115' Amjed Attwan · 120+2' Munaf Younus · | 3:2 (p.d.)(1:0) | Oman · 90+9' Salaah Al-Yahyaei · 118' Omer Al Malki · | Basra International Stadium, Basra Widzów: 65 000 Sędzia: István Kovács |
|                                    |                                                                       |                 |                                                       |                                                                         |

## Strzelcy
3 gole
- Aymen Hussein
- Ibrahim Bayesh

2 gole
- Amjed Attwan
- Ahmed Alaaeldin
- Amro Abdelfatah Surag
- Arshad Al-Alawi

1 gol
- Musab Al-Juwayr
- Sumaihan Al-Nabet
- Turki Al-Ammar
- Jasim Ahmed Al Shaikh
- Kamil Al Aswad
- Mahdi Al-Humaidan
- Aso Rostomm
- Hussein Ali
- Munaf Younus
- Mustafa Nadhim
- Abdulwasea Al Matari
- Omar Al Dahi
- Tameem Al-Abdullah
- Ahmad Al-Dhefiri
- Shabib Al-Khaldi
- Harib Al-Saadi
- Issam Al-Subhi
- Jameel Al Yahmadi
- Omer Al Malki
- Salaah Al-Yahyaei
- Fabio Lima
- Sebastian Tagliabue

Gole samobójcze
- Ali Fadel Abbas (dla  Oman)

## Hat tricki
Żaden z zawodników jeszcze nie strzelił hattricka.

## Kartki
| 46 | 1 |

| Zawodnik                   | Reprezentacja                |   |   |
| -------------------------- | ---------------------------- | - | - |
| Hamad Al-Qallaf            | Kuwejt                       | 2 | 1 |
| Harib Al Saadi             | Oman                         | 2 | 0 |
| Homam Ahmed                | Katar                        | 2 | 0 |
| Khalifa Alhammadi          | Zjednoczone Emiraty Arabskie | 2 | 0 |
| Mahdi Al-Humaidan          | Bahrajn                      | 2 | 0 |
| Mohammed Ali               | Irak                         | 2 | 0 |
| Musab Al-Juwayr            | Arabia Saudyjska             | 2 | 0 |
| Abdallah Ramadan           | Zjednoczone Emiraty Arabskie | 1 | 0 |
| Abdullah Ghanim            | Kuwejt                       | 1 | 0 |
| Abdulwasea Al Matari       | Jemen                        | 1 | 0 |
| Ahmed Alaaeldin            | Katar                        | 1 | 0 |
| Ahmed Al Sarori            | Jemen                        | 1 | 0 |
| Alai Ghasem                | Irak                         | 1 | 0 |
| Ali Assadalla              | Katar                        | 1 | 0 |
| Ali Haram                  | Bahrajn                      | 1 | 0 |
| Amjad Al-Harthi            | Oman                         | 1 | 0 |
| Amjed Attwan               | Irak                         | 1 | 0 |
| Awad Al-Nashri             | Arabia Saudyjska             | 1 | 0 |
| Aymen Hussein              | Irak                         | 1 | 0 |
| Dhurgham Ismail            | Irak                         | 1 | 0 |
| Ebrahim Lutfalla           | Bahrajn                      | 1 | 0 |
| Emad Hamood Al-Godaimah    | Jemen                        | 1 | 0 |
| Hamad Al-Shamsan           | Bahrajn                      | 1 | 0 |
| Harib Al-Saadi             | Oman                         | 1 | 0 |
| Harwan Alzubaidi           | Jemen                        | 1 | 0 |
| Hassan Abdul-Karim         | Irak                         | 1 | 0 |
| Hazem Shehata              | Katar                        | 1 | 0 |
| Hussein Jabbar             | Irak                         | 1 | 0 |
| Ibrahim Bayesh             | Irak                         | 1 | 0 |
| Ismael Mohammed            | Katar                        | 1 | 0 |
| Issam Al-Subhi             | Oman                         | 1 | 0 |
| Juma Marhoon Juma Al Habsi | Oman                         | 1 | 0 |
| Kamil Al-Aswad             | Bahrajn                      | 1 | 0 |
| Madallah Al-Olayan         | Arabia Saudyjska             | 1 | 0 |
| Mahdi Abdullatif           | Bahrajn                      | 1 | 0 |
| Majid Rashid               | Zjednoczone Emiraty Arabskie | 1 | 0 |
| Mohammed Al-Musalami       | Oman                         | 1 | 0 |
| Mohammed Al-Tiri           | Jemen                        | 1 | 0 |
| Mohammed Waad              | Katar                        | 1 | 0 |
| Mudir Al Radaei            | Jemen                        | 1 | 0 |
| Munaf Younus               | Irak                         | 1 | 0 |
| Omer Al Malki              | Oman                         | 1 | 0 |
| Salaah Al-Yahyaei          | Oman                         | 1 | 0 |
| Sayed Issa                 | Bahrajn                      | 1 | 0 |
| Sebastian Tagliabue        | Zjednoczone Emiraty Arabskie | 1 | 0 |
| Sultan Al-Enezi            | Kuwejt                       | 1 | 0 |
| Tarek Salman               | Katar                        | 1 | 0 |

## Klasyfikacja końcowa
| Miejsce                        | Reprezentacja                | Punkty | Bramki +/− | Bramki zdobyte |
| ------------------------------ | ---------------------------- | ------ | ---------- | -------------- |
| Strefa medalowa                |                              |        |            |                |
| złoto                          | Irak                         | 13     | +9         | 12             |
| srebro                         | Oman                         | 10     | +2         | 8              |
| brąz                           | Bahrajn                      | 7      | +1         | 5              |
| brąz                           | Katar                        | 4      | 0          | 5              |
| Wyeliminowane w fazie grupowej |                              |        |            |                |
| 5.                             | Kuwejt                       | 4      | -1         | 2              |
| 6.                             | Arabia Saudyjska             | 3      | -1         | 3              |
| 7.                             | Zjednoczone Emiraty Arabskie | 1      | -2         | 2              |
| 8.                             | Jemen                        | 0      | -8         | 2              |